# نیوجرسی ریسورسز
نیوجرسی ریسورسز یا منابع نیوجرسی (انگلیسی: New Jersey Resources) یک شرکت هلدینگ خدمات انرژی است که در شهر وال، نیوجرسی مستقر است. این یک شرکت عضو فرچون ۱۰۰۰ و پلاتینیوم ۴۰۰ فوربز است. گاز طبیعی نیوجرسی زیرمجموعه اصلی آن است.